# Tuffi ai Giochi della XXVII Olimpiade - Trampolino 3 metri sincro femminile

## Medaglie
| Posizione | Atleta                         | Paese   |
| --------- | ------------------------------ | ------- |
|           | Vera Il'ina e Julija Pachalina | Russia  |
|           | Fu Mingxia e Guo Jingjing      | Cina    |
|           | Hanna Sorokina e Olena Župina  | Ucraina |

## Risultati
| Class | Atleta                                                   | Tuffo 1 | Tuffo 1 | Tuffo 2        | Tuffo 2 | Tuffo 3        | Tuffo 3 | Tuffo 4        | Tuffo 4 | Tuffo 5 | Tuffo 5 | Tuffo 5 |
| Class | Atleta                                                   | Punti   | Class   | Punti          | Class   | Punti          | Class   | Punti          | Class   | Punti   | Class   | Totale  |
| ----- | -------------------------------------------------------- | ------- | ------- | -------------- | ------- | -------------- | ------- | -------------- | ------- | ------- | ------- | ------- |
|       | Vera Il'ina e Julija Pachalina Russia                    | 52,80   | 1       | 55,80 (108,60) | 1 (1)   | 74,76 (183,36) | 1 (1)   | 73,95 (257,31) | 2 (1)   | 75,33   | 1       | 332,64  |
|       | Fu Mingxia e Guo Jingjing Cina                           | 48,60   | 3       | 51,60 (100,20) | 2 (2)   | 70,20 (170,40) | 2 (2)   | 76,50 (246,90) | 1 (2)   | 74,70   | 2       | 321,60  |
|       | Hanna Sorokina e Olena Župina Ucraina                    | 49,20   | 2       | 50,40 (99,60)  | 3 (3)   | 63,84 (163,44) | 3 (3)   | 60,48 (223,92) | 6 (3)   | 66,42   | 3       | 290,34  |
| 4     | Chantelle Michell e Loudy Tourky Australia               | 46,80   | 4       | 48,00 (94,80)  | 5 (4)   | 61,32 (156,12) | 5 (5)   | 61,32 (217,44) | 5 (5)   | 65,61   | 4       | 283,05  |
| 5     | Eryn Bulmer e Blythe Hartley Canada                      | 45,00   | 8       | 45,00 (90,00)  | 7 (7)   | 60,75 (150,75) | 6 (7)   | 63,00 (213,75) | 4 (6)   | 65,25   | 5       | 279,00  |
| 6     | Maria Alcalá e Jashia Luna Messico                       | 46,20   | 5       | 48,60 (94,80)  | 4 (4)   | 62,16 (156,96) | 4 (4)   | 52,08 (209,04) | 7 (7)   | 64,80   | 6       | 273,84  |
| 7     | Dörte Lindner e Conny Schmalfuss Germania                | 45,60   | 6       | 47,40 (93,00)  | 6 (6)   | 58,80 (151,80) | 7 (6)   | 66,60 (218,40) | 3 (4)   | 45,36   | 8       | 263,76  |
| 8     | Catherine Maliev-Aviolat e Jacqueline Schneider Svizzera | 45,60   | 6       | 43,20 (88,80)  | 8 (8)   | 54,00 (142,80) | 8 (8)   | 51,24 (194,04) | 8 (8)   | 62,16   | 7       | 256,20  |